# Bao Zhong
Bao Zhong 鮑忠 est un général de la dynastie Han, frère de Bao Xin. Représentant les forces de la coalition contre Dong Zhuo, il fut envoyé par son frère à la Passe de la Rivière Si pour combattre Hua Xiong. Ainsi, il dirigea une armée de 3 000 hommes vers la Passe et incita l’ennemie à combattre. Aussitôt que Hua Xiong répondit à l’appel, Bao Zhong fut pris de panique et tenta de fuir. Toutefois, il tomba vite sous la lame de Hua Xiong et sa tête fut expédiée dans la capitale.